# Olympische Sommerspiele 1932/Schwimmen – 100 m Freistil (Männer)
Der Schwimmwettkampf über 100 Meter Freistil der Männer bei den Olympischen Spielen 1932 in Los Angeles wurde am 6. und 7. August ausgetragen. Der Japaner Yasuji Miyazaki wurde Olympiasieger. Silber ging an dessen Landsmann Tatsugo Kawaishi und Bronze an Albert Schwartz.

## Rekorde
Vor Beginn der Olympischen Spiele waren folgende Rekorde gültig.
| Weltrekord         | 57,4 s | Johnny Weissmüller | Miami, Vereinigte Staaten | 17. Februar 1924 |
| Olympischer Rekord | 58,6 s | Johnny Weissmüller | Amsterdam, Niederlande    | 11. August 1928  |

Folgende neue Rekorde wurden aufgestellt:
| Olympischer Rekord | 58,0 s | Yasuji Miyazaki | Halbfinale 2 |

## Ergebnisse

### Vorläufe
Die Vorläufe wurden am 6. August ausgetragen. Die zwei ersten Athleten eines jeden Laufs sowie die der zeitschnellste Athlet aller Läufe qualifizierten sich für das Halbfinale.
Lauf 1
| Rang | Athlet          | Nation             | Zeit       | Anm. |
| ---- | --------------- | ------------------ | ---------- | ---- |
| 1    | Manuella Kalili | Vereinigte Staaten | 59,6 s     | Q    |
| 2    | István Bárány   | Ungarn             | 1:00,4 min | Q    |
| 3    | Munroe Bourne   | Kanada             | 1:01,1 min |      |
| 4    | Reginald Sutton | Großbritannien     | 1:02,9 min |      |
| 5    | Leopoldo Tahier | Argentinien        | 1:05,3 min |      |
| 6    | Manoel Villar   | Brasilien          | 1:08,4 min |      |

Lauf 2
| Rang | Athlet                  | Nation             | Zeit       | Anm. |
| ---- | ----------------------- | ------------------ | ---------- | ---- |
| 1    | Walter Spence           | Kanada             | 59,3 s     | Q    |
| 2    | Albert Schwartz         | Vereinigte Staaten | 59,6 s     | Q    |
| 3    | Tatsugo Kawaishi        | Japan              | 59,8 s     | q    |
| 4    | András Wanié            | Ungarn             | 1:02,8 min |      |
| 5    | Mostyn Ffrench-Williams | Großbritannien     | 1:05,9 min |      |

Lauf 3
| Rang | Athlet            | Nation             | Zeit       | Anm. |
| ---- | ----------------- | ------------------ | ---------- | ---- |
| 1    | Zenjiro Takahashi | Japan              | 59,5 s     | Q    |
| 2    | Raymond Thompson  | Vereinigte Staaten | 1:02,0 min | Q    |
| 3    | Alfredo Rocca     | Argentinien        | 1:04,2 min |      |
| 4    | Joseph Whiteside  | Großbritannien     | 1:04,7 min |      |
| 5    | Eskil Lundahl     | Schweden           | 1:06,2 min |      |
| 6    | João Pereira      | Brasilien          | 1:08,2 min |      |

Lauf 4
| Rang | Athlet          | Nation      | Zeit       | Anm. |
| ---- | --------------- | ----------- | ---------- | ---- |
| 1    | Yasuji Miyazaki | Japan       | 58,7 s     | Q    |
| 2    | András Székely  | Ungarn      | 1:01,5 min | Q    |
| 3    | Abdurahman Ali  | Philippinen | 1:02,2 min |      |
| 4    | Noel Ryan       | Australien  | 1:02,9 min |      |
| 5    | Robert Halloran | Kanada      | 1:06,9 min |      |

### Halbfinale
Das Halbfinale wurde am 6. August ausgetragen. Die ersten drei Athleten eines jeden Laufs qualifizierten sich für das Finale.
Halbfinale 1
| Rang | Athlet           | Nation             | Zeit       | Anm.   |
| ---- | ---------------- | ------------------ | ---------- | ------ |
| 1    | Yasuji Miyazaki  | Japan              | 58,0 s     | Q (OR) |
| 2    | Raymond Thompson | Vereinigte Staaten | 59,3 s     | Q      |
| 3    | Manuella Kalili  | Vereinigte Staaten | 59,3 s     | Q      |
| 4    | István Bárány    | Ungarn             | 59,4 s     |        |
| 5    | András Székely   | Ungarn             | 1:01,4 min |        |

Halbfinale 2
| Rang | Athlet            | Nation             | Zeit   | Anm. |
| ---- | ----------------- | ------------------ | ------ | ---- |
| 1    | Tatsugo Kawaishi  | Japan              | 59,0 s | Q    |
| 2    | Albert Schwartz   | Vereinigte Staaten | 59,2 s | Q    |
| 3    | Zenjiro Takahashi | Japan              | 59,5 s | Q    |
| 4    | Walter Spence     | Kanada             | 59,6 s |      |

### Finale
7. August 1932
| Rang | Athlet            | Nation             | Zeit   |
| ---- | ----------------- | ------------------ | ------ |
| 1    | Yasuji Miyazaki   | Japan              | 58,2 s |
| 2    | Tatsugo Kawaishi  | Japan              | 58,6 s |
| 3    | Albert Schwartz   | Vereinigte Staaten | 58,8 s |
| 4    | Manuella Kalili   | Vereinigte Staaten | 59,2 s |
| 5    | Zenjiro Takahashi | Japan              | 59,2 s |
| 6    | Raymond Thompson  | Vereinigte Staaten | 59,5 s |